# Xanthopimpla proximans
Xanthopimpla proximans là một loài tò vò trong họ Ichneumonidae.